# Orientalium Ecclesiarum
Orientalium Ecclesiarum (лат. Східні церкви) — декрет Другого Ватиканського собору Католицької церкви. Повна назва — Декрет про Східні католицьких церквах «Orientalium Ecclesiarum». Затверджено папою Павлом VI 21 листопада 1964 року, після того як він був схвалений на соборі. За остаточний варіант документа висловилося 2110 учасників собору, проти — 39. Свою назву отримала за прийнятою в католицизмі практикою за своїми двома першими словами.
Декрет Orientalium Ecclesiarum — один з дев'яти декретів Другого Ватиканського собору. Він присвячений Східним католицьким церквам.

## Структура
Декрет складається з 30 статей, об'єднаних у 8 розділів:
1. Вступ (стаття 1)
2. Про окремі Церкві, або обряди (статті 2-4)
3. Про збереження духовного надбання Східних Церков (статті 5-6)
4. Про Східних Патріархів (статті 7-11)
5. Про дисципліни таїнств (статті 12-18)
6. Про Богослужіння (статті 19-23)
7. Про відносини з братами, що належать до відокремлених Церквов (статті 24-29)
8. Про місіонерів (статті 23-27)
9. Про організацію місіонерської діяльності (статті 28-34)
10. Висновок (стаття 30)

## Зміст
Декрет визнає право Східних католицьких церков на власне канонічне право і на збереження практиковані ними східних літургійних обрядів. У документі підтверджуються права Патріархів та Верховних Архієпископів встановлювати дієцезії, поставляти єпископів, призначати патріарших екзархів, складати літургійний календар згідно з властивою для даного обряду традицією.
Документ підкреслює канонічну рівність літургійних обрядів у Церкві, висловлює повагу східних християнських традицій:
|  | Католицька Церква високо цінує інститути, літургійні обряди, церковні традиції та уклад християнського життя Східних Церков, бо в них, славних своєю священною давниною, сяє Традиція, що йде від апостолів через отців і складова частина нероздільного богоодкровенного надбання всієї Церкви |

Заключний розділ декрету присвячений відносинам з некатолицькими Східними християнськими церквами. Декрет говорить про необхідність братської поваги до християн відокремлених церков і встановлює, що незважаючи на відсутність євхаристійної єдності в окремих випадках допускається причащання членів цих церков в католицьких храмах і навпаки.
|  | Можна уділяти таїнства Покаяння, Євхаристії та Миропомазання хворих східним християнам, відлученим від Католицької Церкви не за їх власною злою волею, якщо вони самі про це попросять і будуть налаштовані належним чином. Більше того: католикам також дозволяється просити про ті ж таїнства у служителів-некатоликів, в Церкві яких наявні дійсні таїнства, всякий раз, коли того зажадає потреба або справжня духовна користь, а доступ до католицького священика виявиться фізично або морально неможливим.. |